# Terningetårn
Et terningtårn (latin turricula for lille tårn) er en anordning, der bruges i brætspil for at få en terning til at trille så ensartet og fair som muligt. Normalt bliver terningen eller terninger lagt ned i toppen af tårnet, og ruller ned igennem det igennem forskellige skjulte platforme inden i, inden den kommer ud i bunden. Terningetårne eliminerer visse metoder til at snyde ved terningekast. De kendes tilbage til mindst 300-tallet.